# Ені (король Східної Англії)
Ені (*Eni, Ennius, д/н — бл.618) — король Східної Англії у 617—618 роках.

## Життєпис
Походив з династії Вуффінгів. Молодший син Титіли, короля Східної Англії. Після смерті батька близько 593 року королем став старший брат Редвальд. Останній призначив Ені підкоролем Норфолку. Про час урядування його майже нічого невідомо.
У У 604 або 605 році після прийняття християнства королем, Ені також прийняв цю віру, ставши одним з найвідданіших прихильників віри. У 616 році під час походу Редвальда на підтримку Едвіна проти Етельфріта, короля Нортумбрії, був намісником усього королівства Східна Англія.
У 617 році після отримання Редвальдом статусу бретвальди Ені стає співкоролем брата. Втім його урядування тривало до 618 року. Обставини смерті достеменно невідомо.

## Родина
- Егрік, король у 634—636 роках
- Анна, король у 636—654 роках
- Етельхер, король у 654—655 роках
- Етельвольд, король 655—664 роках